# Comté de Scott (Mississippi)
Pour les articles homonymes, voir Scott et Comté de Scott.
Le comté de Scott est situé dans l’État du Mississippi, aux États-Unis. Il comptait 28 423 habitants en 2000. Son siège est Forest.